# Bitwa o jezioro Erie
Bitwa o jezioro Erie (ang. Battle of Lake Erie) – bitwa morska wojny brytyjsko-amerykańskiej 1812 roku, która rozegrała się na jeziorze Erie 10 września 1813 roku.
Bitwa rozgorzała po tym, jak Brytyjczycy niespodziewanie zdjęli blokadę portu Erie. Uwolniona flota amerykańska pod dowództwem komandora Olivera Perry, składająca się z 9 okrętów, rozpoczęła patrolowanie akwenu. Napotkała ona flotę brytyjską pod dowództwem komandora Roberta Barclaya w okolicach Put-in-Bay w Ohio. W skład floty brytyjskiej wchodziło tylko sześć okrętów, przewyższających jednak sumarycznym tonażem flotyllę amerykańską. Okrętem flagowym flotylli amerykańskiej był Lawrence, brytyjskiej - Detroit.
W pierwszej fazie bitwy ataki obu stron skupiły się na flagowych okrętach. Lawrence, został wyłączony z walki przez zmasowany ogień z okrętu Detroit. Perry'emu udało się jednak przedostać na drugi bryg Niagara, pozostający dotychczas w odwodzie. Uszkodzony w czasie poprzedniej wymiany ognia Detroit stał się łatwym łupem dla Niagary. Po zajęciu okrętu i pojmaniu dowódcy brytyjskiego, pozostałe okręty brytyjskie poddały się. Po bitwie Perry wysłał list do generała Harrisona, w którym napisał słynne zdanie: We have met the enemy and they are ours ("Spotkaliśmy wroga i teraz są nasi"), po czym wymienił zdobycze – dwie fregaty, dwa brygi, jeden szkuner i jeden slup.
W wyniku bitwy Amerykanie przejęli kontrolę nad Jeziorem Erie, której nie stracili już do końca wojny. Brytyjczycy zmuszeni byli także do oddania Detroit.